# Розлив (Котельницький район)
Розли́в (рос. Разлив) — присілок у складі Котельницького району Кіровської області, Росія. Входить до складу Морозовського сільського поселення.
Населення становить 165 осіб (2010, 263 у 2002).
Національний склад станом на 2002 рік — росіяни 97 %.